# Az Amerikai Egyesült Államok 114. kongresszusa képviselőházi tagjainak listája
Az Amerikai Egyesült Államok Kongresszusának képviselőháza 435 szavazati joggal rendelkező képviselőből, valamint 6 szavazati joggal nem rendelkező delegáltból áll. Az egyes államok képviselőinek számát a tíz évenként lebonyolított népszámlálás adatai, valamint az állam kiterjedése alapján határozzák meg. Ennek megfelelően a 114. kongresszusban Kaliforniának van a legtöbb, 53 képviselője, és mindössze egy képviselővel rendelkezik Alaszka, Delaware, Montana, Dél-Dakota, Észak-Dakota, Vermont, valamint Wyoming állam. A képviselőház tagjait minden páros év novemberében választják meg, mandátumukat a megválasztott képviselők január 3-án kezdik meg. A 114. kongresszus tagjait 2014. november 4-én választották meg, a következő kongresszus tagjainak megválasztására 2016. november 8-án, az elnökválasztással egy időben került sor.
A 114. kongresszus 2015. január 3-a 12:00-tól 2017. január 3-án 12:00-ig ülésezett. A képviselőház többségét ebben az időszakban a republikánusok adták. A képviselőház elnöke a republikánus Paul Ryan, aki John Boehnert 2015. október 29-én váltotta a házelnöki székben.
A legidősebb képviselő az 1929-ben született John Conyers volt (Michigan 13.), aki egyben a legrégebben, 1965 óta tagja a testületnek. A legfiatalabb az 1984-ben született Elise Stefanik volt (New York 21.), míg a tisztséget legrövidebb ideje, 2016-tól, Warren Davidson (Ohio 8.) töltötte be.

## A képviselőház vezetése

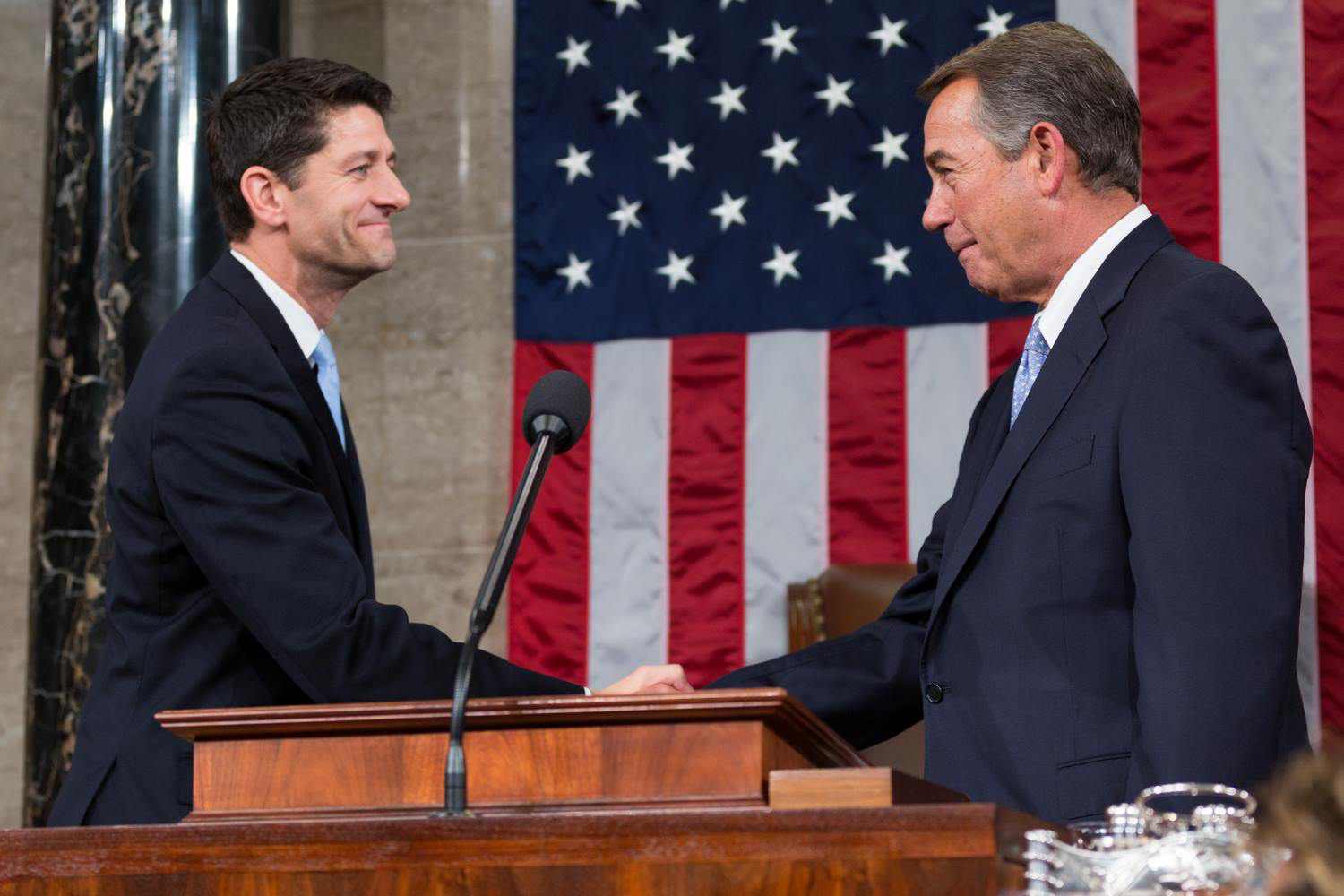
John Boehner átadja a képviselőház vezetését utódjának Paul Ryannek.

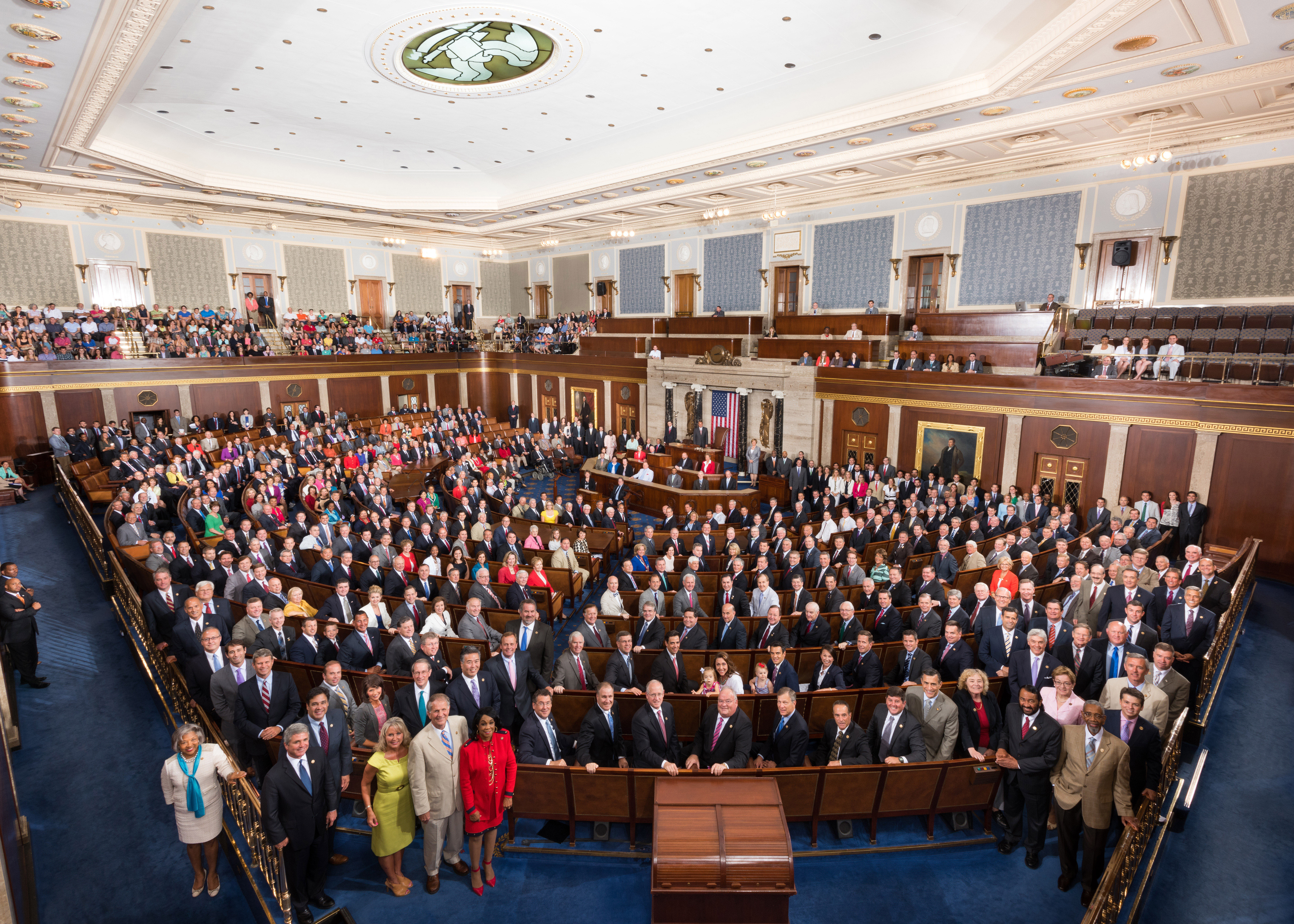
A 114. kongresszus tagjainak csoportképe

| Feladatkör                                                     | Párt | Név | Név          | Állam és körzet | Kinevezés dátuma                    |
| -------------------------------------------------------------- | ---- | --- | ------------ | --------------- | ----------------------------------- |
| Házelnök (Speaker of the House)                                |      |     | Paul Ryan    | Wisconsin 1     | 2015. október 29.                   |
| A ciklusban szolgálatot teljesítő korábbi (lemondott) házelnök |      |     | John Boehner | Ohio 8.         | 2015. január 5. - 2015. október 29. |

### Többségi (republikánus) vezetés
| Feladatkör       | Név            | Körzet         | Kinevezés dátuma |
| ---------------- | -------------- | -------------- | ---------------- |
| Többségi vezető  | Kevin McCarthy | Kalifornia 23. | 2014             |
| Többségi szóvivő | Steve Scalise  | Louisiana 1.   | 2014             |

### Kisebbségi (demokrata) vezetés
| Feladatkör         | Név          | Körzet         | Kinevezés dátuma |
| ------------------ | ------------ | -------------- | ---------------- |
| Kisebbségi vezető  | Nancy Pelosi | Kalifornia 12. | 2011             |
| Kisebbségi szóvivő | Steny Hoyer  | Maryland 5.    | 2011             |

## A képviselőház összetétele
Ebben a táblázatban a 114. kongresszus képviselőházának összetételét tüntetjük fel, figyelembe véve a menet közben lezajlott módosulásokat. A változások okát a Változások a képviselőház összetételében táblázat tartalmazza.
| Párt                 | Párt         | Szavazati joggal rendelkező képviselők | Szavazati joggal nem rendelkező delegáltak | Párttöbbség (államok) |  |
| -------------------- | ------------ | -------------------------------------- | ------------------------------------------ | --------------------- |  |
|                      | Republikánus | 247                                    | 1                                          | 32                    |  |
|                      | Demokrata    | 188                                    | 4                                          | 16                    |  |
| Egyéb párt           | Egyéb párt   |                                        | 1                                          |                       |  |
| Jelenleg betöltetlen |              |                                        |                                            |                       |  |
| Összesen             | Összesen     | 435                                    | 6                                          |                       |  |

## A képviselőház területi összetétele
| Régió                       | Demokrata | Republikánus | Betöltetlen | Összesen | Ide tartozó államok            |  |
| --------------------------- | --------- | ------------ | ----------- | -------- | ------------------------------ |  |
| Új-Anglia államai           | 19        | 2            |             | 21       | CT, MA, ME, NH, RI, VT         |  |
| Közép-Atlanti államok       | 37        | 29           |             | 66       | DE, MD, NJ, NY, PA             |  |
| Nagy Tavak államai          | 24        | 41           |             | 65       | MI, IL, IN, OH, WI             |  |
| Középnyugat államai         | 9         | 20           |             | 29       | IA, KS, MN, MO, ND, NE, SD     |  |
| Dél-Atlanti terület államai | 21        | 55           |             | 75       | FL, GA, NC, SC, VA, WV         |  |
| Dél-Közép USA államai       | 17        | 59           |             | 77       | AL, AR, KY, LA, MS, OK, TN, TX |  |
| Hegyvidéki államok          | 10        | 21           |             | 31       | AZ, CO, ID, MT, NM, NV, UT, WY |  |
| Csendes-óceáni államok      | 51        | 20           |             | 71       | AK, CA, HI, OR, WA             |  |
| Összesen                    | 189       | 248          |             | 435      |                                |  |

### A pártok többségének aránya az adott államokban
| Állam           | Megválasztott republikánusok aránya | Megválasztott demokraták aránya | Republikánusok/ Demokraták | Többségben | Republikánus többség száma |  |
| --------------- | ----------------------------------- | ------------------------------- | -------------------------- | ---------- | -------------------------- |  |
| Oklahoma        | 100%                                | 0%                              | 5/0                        |            | 5                          |  |
| Arkansas        | 100%                                | 0%                              | 4/0                        |            | 4                          |  |
| Kansas          | 100%                                | 0%                              | 4/0                        |            | 4                          |  |
| Nebraska        | 100%                                | 0%                              | 3/0                        |            | 3                          |  |
| Idaho           | 100%                                | 0%                              | 2/0                        |            | 2                          |  |
| Alaszka         | 100%                                | 0%                              | 1/0                        |            | 1                          |  |
| Montana         | 100%                                | 0%                              | 1/0                        |            | 1                          |  |
| Észak-Dakota    | 100%                                | 0%                              | 1/0                        |            | 1                          |  |
| Dél-Dakota      | 100%                                | 0%                              | 1/0                        |            | 1                          |  |
| Wyoming         | 100%                                | 0%                              | 1/0                        |            | 1                          |  |
| Alabama         | 86%                                 | 14%                             | 6/1                        |            | 5                          |  |
| Kentucky        | 83%                                 | 17%                             | 5/1                        |            | 4                          |  |
| Louisiana       | 83%                                 | 17%                             | 5/1                        |            | 4                          |  |
| Indiana         | 78%                                 | 22%                             | 7/2                        |            | 5                          |  |
| Tennessee       | 78%                                 | 22%                             | 7/2                        |            | 5                          |  |
| Ohio            | 75%                                 | 25%                             | 12/4                       |            | 8                          |  |
| Missouri        | 75%                                 | 25%                             | 6/2                        |            | 4                          |  |
| Mississippi     | 75%                                 | 25%                             | 3/1                        |            | 2                          |  |
| Utah            | 75%                                 | 25%                             | 3/1                        |            | 2                          |  |
| Virginia        | 73%                                 | 27%                             | 8/3                        |            | 5                          |  |
| Pennsylvania    | 72%                                 | 28%                             | 13/5                       |            | 8                          |  |
| Észak-Karolina  | 71%                                 | 14%                             | 5/1                        |            | 4                          |  |
| Dél-Karolina    | 69%                                 | 31%                             | 9/4                        |            | 5                          |  |
| Texas           | 67%                                 | 33%                             | 24/12                      |            | 12                         |  |
| Nyugat-Virginia | 67%                                 | 33%                             | 2/1                        |            | 1                          |  |
| Georgia         | 64%                                 | 36%                             | 9/5                        |            | 4                          |  |
| Michigan        | 64%                                 | 36%                             | 9/5                        |            | 4                          |  |
| Florida         | 63%                                 | 37%                             | 17/10                      |            | 7                          |  |
| Wisconsin       | 63%                                 | 38%                             | 5/3                        |            | 2                          |  |
| Colorado        | 57%                                 | 43%                             | 4/3                        |            | 1                          |  |
| Iowa            | 50%                                 | 50%                             | 2/2                        |            | 0                          |  |
| Nevada          | 50%                                 | 50%                             | 2/2                        |            | 0                          |  |
| New Jersey      | 50%                                 | 50%                             | 6/6                        |            | 0                          |  |
| Arizona         | 44%                                 | 56%                             | 4/5                        |            | -1                         |  |
| Washington      | 40%                                 | 60%                             | 4/6                        |            | -2                         |  |
| Minnesota       | 38%                                 | 63%                             | 3/5                        |            | -2                         |  |
| Új-Mexico       | 33%                                 | 67%                             | 1/2                        |            | -1                         |  |
| Illinois        | 33%                                 | 61%                             | 6/11                       |            | -5                         |  |
| Kalifornia      | 28%                                 | 72%                             | 15/38                      |            | -23                        |  |
| New York        | 22%                                 | 78%                             | 6/21                       |            | -15                        |  |
| Oregon          | 20%                                 | 80%                             | 1/4                        |            | -3                         |  |
| Maryland        | 13%                                 | 88%                             | 1/7                        |            | -6                         |  |
| Delaware        | 0%                                  | 100%                            | 0/1                        |            | -1                         |  |
| Vermont         | 0%                                  | 100%                            | 0/1                        |            | -1                         |  |
| Hawaii          | 0%                                  | 100%                            | 0/2                        |            | -2                         |  |
| Maine           | 0%                                  | 100%                            | 0/2                        |            | -2                         |  |
| New Hampshire   | 0%                                  | 100%                            | 0/2                        |            | -2                         |  |
| Rhode Island    | 0%                                  | 100%                            | 0/2                        |            | -2                         |  |
| Connecticut     | 0%                                  | 100%                            | 0/5                        |            | -5                         |  |
| Massachusetts   | 0%                                  | 100%                            | 0/9                        |            | -9                         |  |
| Összesen        | 54%                                 | 46%                             | 233/200                    |            | 33                         |  |

## A képviselőház szavazati joggal rendelkező tagjai
A kongresszusi képviselőket minden páros év novemberében választják meg. A táblázatban az első kongresszusi ciklusnál * jelzéssel láttuk el azokat akik egy előző képviselő lemondása, vagy halála miatt más időpontban lettek először megválasztva. 

| Állam           | Nr. | Fénykép | Név                      | Párt            | Egyetemi tanulmányai                                                                                                  | Első kongresszusi ciklusa | Születési éve |
| --------------- | --- | ------- | ------------------------ | --------------- | --- | ------------------------- | ------------- |
| Alabama         | 1.  |         | Bradley Byrne            |                 | Duke University University of Alabama                                                                                 | 2013*                     | 1955          |
| Alabama         | 2.  |         | Martha Roby              |                 | New York University Cumberland School of Law                                                                          | 2011                      | 1976          |
| Alabama         | 3.  |         | Mike Rogers              |                 | Jacksonville State University Birmingham School of Law                                                                | 2003                      | 1958          |
| Alabama         | 4.  |         | Robert Aderholt          |                 | Birmingham–Southern College Samford University                                                                        | 1997                      | 1965          |
| Alabama         | 5.  |         | Mo Brooks                |                 | Duke University University of Alabama                                                                                 | 2011                      | 1954          |
| Alabama         | 6.  |         | Gary Palmer              |                 | University of Alabama                                                                                                 | 2015                      | 1954          |
| Alabama         | 7.  |         | Terri Sewell             |                 | Princeton University Harvard School of Law University of Oxford                                                       | 2011                      | 1965          |
| Alaszka         | -   |         | Don Young                |                 | Kalifornia State University, Chico                                                                                    | 1973*                     | 1933          |
| Arizona         | 1.  |         | Ann Kirkpatrick          |                 | University of Arizona University of Arizona College of Law                                                            | 2013                      | 1950          |
| Arizona         | 2.  |         | Martha McSally           |                 | United States Air Force Academy                                                                                       | 2015                      | 1966          |
| Arizona         | 3.  |         | Raúl Grijalva            |                 | University of Arizona                                                                                                 | 2003                      | 1948          |
| Arizona         | 4.  |         | Paul Gosar               |                 | Creighton University Creighton University School of Dentistry                                                         | 2011                      | 1958          |
| Arizona         | 5.  |         | Matt Salmon              |                 | Arizona State University Brigham Young University                                                                     | 2013                      | 1958          |
| Arizona         | 6.  |         | David Schweikert         |                 | Arizona State University                                                                                              | 2011                      | 1962          |
| Arizona         | 7.  |         | Ruben Gallego            |                 | Harvard University | 2015                      | 1979          |
| Arizona         | 8.  |         | Trent Franks             |                 | Ottawa University | 2003                      | 1957          |
| Arizona         | 9.  |         | Kyrsten Sinema           |                 | Brigham Young University Arizona State University                                                                     | 2013                      | 1976          |
| Arkansas        | 1.  |         | Rick Crawford            |                 | Arkansas State University                                                                                             | 2011                      | 1966          |
| Arkansas        | 2.  |         | French Hill              |                 | Vanderbilt Egyetem UCLA Anderson School of Management                                                                 | 2015                      | 1956          |
| Arkansas        | 3.  |         | Steve Womack             |                 | Arkansas Tech University                                                                                              | 2011                      | 1957          |
| Arkansas        | 4.  |         | Bruce Westerman          |                 | University of Arkansas Yale University                                                                                | 2015                      | 1956          |
| Colorado        | 1.  |         | Diana DeGette            |                 | Colorado College | 1997                      | 1957          |
| Colorado        | 2.  |         | Jared Polis              |                 | Princeton University                                                                                                  | 2009                      | 1975          |
| Colorado        | 3.  |         | Scott Tipton             |                 | Fort Lewis College | 2011                      | 1956          |
| Colorado        | 4.  |         | Ken Buck                 |                 | Princeton University University of Wyoming                                                                            | 2015                      | 1959          |
| Colorado        | 5.  |         | Doug Lamborn             |                 | University of Kansas                                                                                                  | 2007                      | 1954          |
| Colorado        | 6.  |         | Mike Coffman             |                 | University of Colorado                                                                                                | 2009                      | 1955          |
| Colorado        | 7.  |         | Ed Perlmutter            |                 | University of Colorado                                                                                                | 2007                      | 1953          |
| Connecticut     | 1.  |         | John B. Larson           |                 | Central Connecticut State University                                                                                  | 1999                      | 1948          |
| Connecticut     | 2.  |         | Joe Courtney             |                 | Tufts University | 2007                      | 1953          |
| Connecticut     | 3.  |         | Rosa DeLauro             |                 | Marymount College | 1991                      | 1943          |
| Connecticut     | 4.  |         | Jim Himes                |                 | Harvard University University of Oxford                                                                               | 2009                      | 1966          |
| Connecticut     | 5.  |         | Elizabeth Esty           |                 | Harvard University Yale University                                                                                    | 2013                      | 1959          |
| Delaware        | -   |         | John Carney              |                 | Dartmouth College University of Delaware                                                                              | 2011                      | 1956          |
| Dél-Dakota      | -   |         | Kristi Noem              |                 | South Dakota State University                                                                                         | 2011                      | 1971          |
| Dél-Karolina    | 1.  |         | Mark Sanford             |                 | Furman University University of Virginia                                                                              | 2013*                     | 1960          |
| Dél-Karolina    | 2.  |         | Joe Wilson               |                 | Washington and Lee University University of South Carolina School of Law                                              | 2001*                     | 1947          |
| Dél-Karolina    | 3.  |         | Jeff Duncan              |                 | Clemson University | 2011                      | 1966          |
| Dél-Karolina    | 4.  |         | Trey Gowdy               |                 | Baylor University University of South Carolina School of Law                                                          | 2011                      | 1964          |
| Dél-Karolina    | 5.  |         | Mick Mulvaney            |                 | Georgetown University University of South Carolina at Chapel Hill                                                     | 2011                      | 1967          |
| Dél-Karolina    | 6.  |         | Jim Clyburn              |                 | State University | 1993                      | 1940          |
| Dél-Karolina    | 7.  |         | Tom Rice                 |                 | University of South Carolina                                                                                          | 2013                      | 1957          |
| Észak-Dakota    | -   |         | Kevin Cramer             |                 | Concordia College University of Mary                                                                                  | 2013                      | 1961          |
| Észak-Karolina  | 1.  |         | G. K. Butterfield        |                 | North Carolina Central University                                                                                     | 2004*                     | 1947          |
| Észak-Karolina  | 2.  |         | Renee Ellmers            |                 | Oakland University | 2011                      | 1964          |
| Észak-Karolina  | 3.  |         | Walter Jones             |                 | Atlantic Christian College                                                                                            | 1995                      | 1943          |
| Észak-Karolina  | 4.  |         | David Price              |                 | Mars Hill College University of North Carolinia at Chapel Hill Yale University                                        | 1997                      | 1940          |
| Észak-Karolina  | 5.  |         | Virginia Foxx            |                 | University of North Carolinia at Chapel Hill University of North Carolinia at Greensboro                              | 2005                      | 1943          |
| Észak-Karolina  | 7.  |         | Mark Walker              |                 | Piedmont International University                                                                                     | 2015                      | 1969          |
| Észak-Karolina  | 8.  |         | David Rouzer             |                 | North Carolinia State University                                                                                      | 2015                      | 1972          |
| Észak-Karolina  | 9.  |         | Richard Hudson           |                 | University of North Carolinia at Charlotte                                                                            | 2013                      | 1971          |
| Észak-Karolina  | 10. |         | Robert Pittenger         |                 | University of Texas                                                                                                   | 2013                      | 1948          |
| Észak-Karolina  | 11. |         | Patrick McHenry          |                 | North Carolinia State University Belmont Abbey College                                                                | 2005                      | 1975          |
| Észak-Karolina  | 12. |         | Mark Meadows             |                 | University of South Florida                                                                                           | 2013                      | 1959          |
| Észak-Karolina  | 13. |         | Alma Adams               |                 | North Carolinia A&T State University Ohio State University                                                            | 2014*                     | 1946          |
| Észak-Karolina  | 14. |         | George Holding           |                 | Wake Forest University Wake Forest University School of Law                                                           | 2013                      | 1968          |
| Florida         | 1.  |         | Jeff Miller              |                 | University of Florida                                                                                                 | 2001                      | 1959          |
| Florida         | 2.  |         | Gwen Graham              |                 | University of North Carolina at Chapel Hill Washington College of Law                                                 | 2015                      | 1963          |
| Florida         | 3.  |         | Ted Yoho                 |                 | University of Florida                                                                                                 | 2013                      | 1955          |
| Florida         | 4.  |         | Ander Crenshaw           |                 | University of Georgia University of Florida                                                                           | 2001                      | 1944          |
| Florida         | 5.  |         | Corrine Brown            |                 | Florida A&M University                                                                                                | 1993                      | 1946          |
| Florida         | 6.  |         | Ron DeSantis             |                 | Yale University Harvard Law School                                                                                    | 2013                      | 1978          |
| Florida         | 7.  |         | John Mica                |                 | University of Florida                                                                                                 | 1993                      | 1943          |
| Florida         | 8.  |         | Bill Posey               |                 | Nova Southeastern University                                                                                          | 2009                      | 1947          |
| Florida         | 9.  |         | Alan Grayson             |                 | Harvard University | 2013                      | 1958          |
| Florida         | 10. |         | Daniel Webster           |                 | Georgia Institute of Technology                                                                                       | 2011                      | 1949          |
| Florida         | 11. |         | Rich Nugent              |                 | Saint Leo University Troy University                                                                                  | 2011                      | 1951          |
| Florida         | 12. |         | Gus Bilirakis            |                 | University of Florida Stetson University College of Law                                                               | 2007                      | 1963          |
| Florida         | 13. |         | David Jolly              |                 | Emory University George Mason University School of Law                                                                | 2014*                     | 1972          |
| Florida         | 14. |         | Kathy Castor             |                 | Emory University | 2007                      | 1966          |
| Florida         | 15. |         | Dennis Ross              |                 | Auburn University Cumberland School of Law                                                                            | 2011                      | 1959          |
| Florida         | 16. |         | Vern Buchanan            |                 | Cleary University | 2007                      | 1951          |
| Florida         | 17. |         | Tom Rooney               |                 | Washington & Jefferson College University of Florida                                                                  | 2009                      | 1970          |
| Florida         | 18. |         | Patrick Murphy           |                 | University of Miami                                                                                                   | 2013                      | 1983          |
| Florida         | 19. |         | Curt Clawson             |                 | Purdue University Harvard Business School                                                                             | 2014*                     | 1959          |
| Florida         | 20. |         | Alcee Hastings           |                 | Fisk University | 1993                      | 1936          |
| Florida         | 21. |         | Ted Deutch               |                 | University of Michigan University of Michigan Law School                                                              | 2010*                     | 1966          |
| Florida         | 22. |         | Lois Frankel             |                 | Bostoni Egyetem Georgetown University Law Center                                                                      | 2013                      | 1948          |
| Florida         | 23. |         | Debbie Wasserman Schultz |                 | University of Florida                                                                                                 | 2005                      | 1966          |
| Florida         | 24. |         | Frederica Wilson         |                 | Fisk University University of Miami                                                                                   | 2011                      | 1942          |
| Florida         | 25. |         | Mario Díaz-Balart        |                 | University of South Florida                                                                                           | 2003                      | 1961          |
| Florida         | 26. |         | Carlos Curbelo           |                 | University of Miami                                                                                                   | 2015                      | 1980          |
| Florida         | 27. |         | Ileana Ros-Lehtinen      |                 | Florida International University University of Miami                                                                  | 1989*                     | 1952          |
| Georgia         | 1.  |         | Buddy Carter             |                 | Young Harris College University of Georgia                                                                            | 2015                      | 1957          |
| Georgia         | 2.  |         | Sanford Bishop           |                 | Morehouse College | 1993                      | 1947          |
| Georgia         | 3.  |         | Lynn Westmoreland        |                 | Georgia State University                                                                                              | 2003                      | 1950          |
| Georgia         | 4.  |         | Hank Johnson             |                 | Clark Atlanta University                                                                                              | 2007                      | 1954          |
| Georgia         | 5.  |         | John Lewis               |                 | American Baptist Theological Seminary                                                                                 | 1987                      | 1940          |
| Georgia         | 6.  |         | Tom Price                |                 | University of Michigan                                                                                                | 2005                      | 1954          |
| Georgia         | 7.  |         | Rob Woodall              |                 | Furman University University of Georgia                                                                               | 2011                      | 1970          |
| Georgia         | 8.  |         | Austin Scott             |                 | University of Georgia                                                                                                 | 2011                      | 1969          |
| Georgia         | 9.  |         | Doug Collins             |                 | North Georgia College New Orleans Baptist Theological Seminary                                                        | 2013                      | 1966          |
| Georgia         | 10. |         | Jody Hice                |                 | Asbury University Southwestern Baptist Theological Seminary Luther Rice Seminary                                      | 2015                      | 1960          |
| Georgia         | 11. |         | Barry Loudermilk         |                 | U.S. Air Force Community College Wayland Baptist University                                                           | 2015                      | 1963          |
| Georgia         | 12. |         | Rick W. Allen            |                 | Auburn University | 2015                      | 1951          |
| Georgia         | 13. |         | David Scott              |                 | Florida A&M University                                                                                                | 2003                      | 1946          |
| Georgia         | 14. |         | Tom Graves               |                 | University of Georgia                                                                                                 | 2010*                     | 1970          |
| Hawaii          | 1.  |         | Colleen Hanabusa         |                 | University of Hawaii, Manoa                                                                                           | 2016*                     | 1951          |
| Hawaii          | 2.  |         | Tulsi Gabbard            |                 | Hawaii Pacific University Officer Candidate School                                                                    | 2013                      | 1981          |
| Idaho           | 1.  |         | Raúl Labrador            |                 | Brigham Young University University of Washington                                                                     | 2011                      | 1967          |
| Idaho           | 2.  |         | Mike Simpson             |                 | Utah State University                                                                                                 | 1999                      | 1950          |
| Illinois        | 1.  |         | Bobby Rush               |                 | Roosevelt University University of Illinois McCormick Theological Seminary                                            | 1993                      | 1946          |
| Illinois        | 2.  |         | Robin Kelly              |                 | Bradley University Northern Illinois University                                                                       | 2013*                     | 1956          |
| Illinois        | 3.  |         | Dan Lipinski             |                 | Northwestern University Stanford University Duke University                                                           | 2005                      | 1966          |
| Illinois        | 4.  |         | Luis Gutiérrez           |                 | Northeastern Illinois University                                                                                      | 1993                      | 1953          |
| Illinois        | 5.  |         | Mike Quigley             |                 | Roosevelt University Loyola University Chicago School of Law University of Chicago                                    | 2009*                     | 1959          |
| Illinois        | 6.  |         | Peter Roskam             |                 | University of Illinois Chicago–Kent College of Law                                                                    | 2007                      | 1961          |
| Illinois        | 7.  |         | Danny K. Davis           |                 | University of Arkansas at Pine Bluff Chicago State University Union Institute and University                          | 1997                      | 1941          |
| Illinois        | 8.  |         | Tammy Duckworth          |                 | University of Hawaiʻi at Mānoa George Washington University Northern Illinois University                              | 2013                      | 1968          |
| Illinois        | 9.  |         | Jan Schakowsky           |                 | University of Illinois                                                                                                | 1999                      | 1944          |
| Illinois        | 10. |         | Robert Dold              |                 | Denison University Indiana University Kellogg School of Management                                                    | 2015                      | 1969          |
| Illinois        | 11. |         | Bill Foster              |                 | University of Wisconsin–Madison Harvard University                                                                    | 2013                      | 1955          |
| Illinois        | 12. |         | Mike Bost                |                 | University of Illinois                                                                                                | 2015                      | 1960          |
| Illinois        | 13. |         | Rodney Davis             |                 | Millikin University                                                                                                   | 2013                      | 1970          |
| Illinois        | 14. |         | Randy Hultgren           |                 | Bethel University Chicago-Kent College of Law                                                                         | 2011                      | 1966          |
| Illinois        | 15. |         | John Shimkus             |                 | United States Military Academy Southern Illinois University                                                           | 1997                      | 1958          |
| Illinois        | 16. |         | Adam Kinzinger           |                 | Illinois State University                                                                                             | 2011                      | 1978          |
| Illinois        | 17. |         | Cheri Bustos             |                 | University of Maryland University of Illinois at Springfield                                                          | 2013                      | 1961          |
| Illinois        | 18. |         | Darin LaHood             |                 | John Marshall Law School Loras College                                                                                | 2015*                     | 1968          |
| Indiana         | 1.  |         | Pete Visclosky           |                 | Indiana University Northwest University of Notre Dame Georgetown University                                           | 1985                      | 1949          |
| Indiana         | 2.  |         | Jackie Walorski          |                 | Liberty Baptist College Taylor University                                                                             | 2013                      | 1963          |
| Indiana         | 3.  |         | Marlin Stutzman          |                 | Glen Oaks Community College Trine University                                                                          | 2010*                     | 1976          |
| Indiana         | 4.  |         | Todd Rokita              |                 | Wabash College Indiana University Robert H. McKinney School of Law                                                    | 2011                      | 1970          |
| Indiana         | 5.  |         | Susan Brooks             |                 | Miami University of Ohio Indiana University Robert H. McKinney School of Law                                          | 2013                      | 1960          |
| Indiana         | 6.  |         | Luke Messer              |                 | Wabash College Vanderbilt University Law School                                                                       | 2013                      | 1969          |
| Indiana         | 7.  |         | André Carson             |                 | Concordia University Wisconsin Indiana Wesleyan University                                                            | 2008*                     | 1974          |
| Indiana         | 8.  |         | Larry Bucshon            |                 | University of Illinois at Urbana-Champaign University of Illinois Medical School                                      | 2011                      | 1962          |
| Indiana         | 9.  |         | Todd Young               |                 | United States Naval Academy University of Chicago University of London Indiana University                             | 2011                      | 1972          |
| Iowa            | 1.  |         | Rod Blum                 |                 | Loras College University of Dubuque                                                                                   | 2015                      | 1955          |
| Iowa            | 2.  |         | Dave Loebsack            |                 | Iowa State University                                                                                                 | 2007                      | 1952          |
| Iowa            | 3.  |         | David Young              |                 | Drake University | 2015                      | 1968          |
| Iowa            | 4.  |         | Steve King               |                 | Northwest Missouri State University                                                                                   | 2003                      | 1949          |
| Kalifornia      | 1.  |         | Doug LaMalfa             |                 | Kalifornia Polytechnic State University                                                                               | 2013                      | 1960          |
| Kalifornia      | 2.  |         | Jared Huffman            |                 | University of Kalifornia, Santa Barbara Boston College Law School                                                     | 2013                      | 1964          |
| Kalifornia      | 3.  |         | John Garamendi           |                 | University of Kalifornia, Berkeley Harvard Business School                                                            | 2009*                     | 1945          |
| Kalifornia      | 4.  |         | Tom McClintock           |                 | University of Kalifornia, Los Angeles                                                                                 | 2009                      | 1956          |
| Kalifornia      | 5.  |         | Mike Thompson            |                 | Kalifornia State University, Chico                                                                                    | 1999                      | 1951          |
| Kalifornia      | 6.  |         | Doris Matsui             |                 | University of Kalifornia, Berkeley                                                                                    | 2005*                     | 1944          |
| Kalifornia      | 7.  |         | Ami Bera                 |                 | University of Kalifornia, Irvine                                                                                      | 2013                      | 1965          |
| Kalifornia      | 8.  |         | Paul Cook                |                 | Southern Connecticut State University Kalifornia State University, San Bernardino University of Kalifornia, Riverside | 2013                      | 1943          |
| Kalifornia      | 9.  |         | Jerry McNerney           |                 | University of New Mexico                                                                                              | 2007                      | 1951          |
| Kalifornia      | 10. |         | Jeff Denham              |                 | Kalifornia Polytechnic State University                                                                               | 2011                      | 1967          |
| Kalifornia      | 11. |         | Mark DeSaulnier          |                 | College of the Holy Cross                                                                                             | 2015                      | 1952          |
| Kalifornia      | 12. |         | Nancy Pelosi             |                 | Trinity Washington University                                                                                         | 1987*                     | 1940          |
| Kalifornia      | 13. |         | Barbara Lee              |                 | Mills College University of Kalifornia, Berkeley                                                                      | 1998*                     | 1946          |
| Kalifornia      | 14. |         | Jackie Speier            |                 | University of Kalifornia, Davis UC, Hastings Law                                                                      | 2008*                     | 1950          |
| Kalifornia      | 15. |         | Eric Swalwell            |                 | University of Maryland, College Park University of Maryland School of Law                                             | 2013                      | 1980          |
| Kalifornia      | 16. |         | Jim Costa                |                 | Kalifornia State University, Fresno                                                                                   | 2005                      | 1952          |
| Kalifornia      | 17. |         | Mike Honda               |                 | San Jose State University                                                                                             | 2001                      | 1941          |
| Kalifornia      | 18. |         | Anna Eshoo               |                 | Cañada College Menlo College                                                                                          | 1993                      | 1942          |
| Kalifornia      | 19. |         | Zoe Lofgren              |                 | Stanford University Santa Clara University                                                                            | 1995                      | 1947          |
| Kalifornia      | 20. |         | Sam Farr                 |                 | Willamette University Santa Clara University Monterey Institute of International Studies                              | 1993*                     | 1941          |
| Kalifornia      | 21. |         | David Valadao            |                 | College of the Sequoias                                                                                               | 2013                      | 1977          |
| Kalifornia      | 22. |         | Devin Nunes              |                 | College of the Sequoias Cal Poly University, San Luis Obispo                                                          | 2003                      | 1973          |
| Kalifornia      | 23. |         | Kevin McCarthy           |                 | Kalifornia State University, Bakersfield                                                                              | 2007                      | 1965          |
| Kalifornia      | 24. |         | Lois Capps               |                 | Pacific Lutheran University Yale University University of Kalifornia, Santa Barbara                                   | 1998*                     | 1938          |
| Kalifornia      | 25. |         | Steve Knight             |                 | Antelope Valley College                                                                                               | 2015                      | 1966          |
| Kalifornia      | 26. |         | Julia Brownley           |                 | George Washington University American University                                                                      | 2013                      | 1952          |
| Kalifornia      | 27. |         | Judy Chu                 |                 | University of Kalifornia, Los Angeles                                                                                 | 2009*                     | 1953          |
| Kalifornia      | 28. |         | Adam Schiff              |                 | Stanford University Harvard University                                                                                | 2001                      | 1960          |
| Kalifornia      | 29. |         | Tony Cárdenas            |                 | University of Kalifornia, Santa Barbara                                                                               | 2013                      | 1963          |
| Kalifornia      | 30. |         | Brad Sherman             |                 | University of Kalifornia, Los Angeles Harvard Law School                                                              | 1997                      | 1954          |
| Kalifornia      | 31. |         | Pete Aguilar             |                 | University of Redlands                                                                                                | 2015                      | 1979          |
| Kalifornia      | 32. |         | Grace Napolitano         |                 | Texas Southmost College                                                                                               | 1999                      | 1936          |
| Kalifornia      | 33. |         | Ted Lieu                 |                 | Stanford University Georgetown University                                                                             | 2015                      | 1969          |
| Kalifornia      | 34. |         | Xavier Becerra           |                 | Stanford University                                                                                                   | 1993                      | 1958          |
| Kalifornia      | 35. |         | Norma Torres             |                 | National Labor College                                                                                                | 2015                      | 1965          |
| Kalifornia      | 36. |         | Raul Ruiz                |                 | University of Kalifornia, Los Angeles Harvard University                                                              | 2013                      | 1972          |
| Kalifornia      | 37. |         | Karen Bass               |                 | Kalifornia State University, Dominguez Hills                                                                          | 2011                      | 1953          |
| Kalifornia      | 38. |         | Linda Sánchez            |                 | University of Kalifornia, Berkeley University of Kalifornia, Los Angeles                                              | 2003                      | 1969          |
| Kalifornia      | 39. |         | Ed Royce                 |                 | Kalifornia State University, Fullerton                                                                                | 1993                      | 1951          |
| Kalifornia      | 40. |         | Lucille Roybal-Allard    |                 | Kalifornia State University, Los Angeles                                                                              | 1993                      | 1941          |
| Kalifornia      | 41. |         | Mark Takano              |                 | Harvard University | 2013                      | 1960          |
| Kalifornia      | 42. |         | Ken Calvert              |                 | Chaffey College San Diego State University                                                                            | 1993                      | 1953          |
| Kalifornia      | 43. |         | Maxine Waters            |                 | Kalifornia State University, Los Angeles                                                                              | 1991                      | 1938          |
| Kalifornia      | 44. |         | Janice Hahn              |                 | Abilene Christian University                                                                                          | 2011*                     | 1952          |
| Kalifornia      | 45. |         | Mimi Walters             |                 | University of Kalifornia, Los Angeles                                                                                 | 2015                      | 1962          |
| Kalifornia      | 46. |         | Loretta Sanchez          |                 | Chapman University American University                                                                                | 1997                      | 1960          |
| Kalifornia      | 47. |         | Alan Lowenthal           |                 | Ohio State University\| Hobart College                                                                                | 2013                      | 1941          |
| Kalifornia      | 48. |         | Dana Rohrabacher         |                 | Kalifornia State University, Long Beach University of Southern Kalifornia                                             | 1989                      | 1947          |
| Kalifornia      | 49. |         | Darrell Issa             |                 | Kent State University                                                                                                 | 2001                      | 1953          |
| Kalifornia      | 50. |         | Duncan D. Hunter         |                 | San Diego State University                                                                                            | 2009                      | 1976          |
| Kalifornia      | 51. |         | Juan Vargas              |                 | Harvard Law School Fordham University University of San Diego                                                         | 2013                      | 1961          |
| Kalifornia      | 52. |         | Scott Peters             |                 | Duke University New York University School of Law                                                                     | 2013                      | 1958          |
| Kalifornia      | 53. |         | Susan Davis              |                 | University of Kalifornia, Berkeley University of Észak-Karolina at Chapel Hill                                        | 2001                      | 1944          |
| Kansas          | 1.  |         | Tim Huelskamp            |                 | College of Santa Fe American University                                                                               | 2011                      | 1968          |
| Kansas          | 2.  |         | Lynn Jenkins             |                 | Kansas State University Weber State College                                                                           | 2009                      | 1963          |
| Kansas          | 3.  |         | Kevin Yoder              |                 | University of Kansas University of Kansas Law School                                                                  | 2011                      | 1976          |
| Kansas          | 4.  |         | Mike Pompeo              |                 | U.S. Military Academy Harvard Law School                                                                              | 2011                      | 1963          |
| Kentucky        | 1.  |         | James Comer              |                 | Western Kentucky University                                                                                           | 2016*                     | 1972          |
| Kentucky        | 2.  |         | Brett Guthrie            |                 | United States Military Academy Yale University                                                                        | 2009                      | 1964          |
| Kentucky        | 3.  |         | John Yarmuth             |                 | Yale University | 2007                      | 1947          |
| Kentucky        | 4.  |         | Thomas Massie            |                 | Massachusetts Institute of Technology                                                                                 | 2012*                     | 1971          |
| Kentucky        | 5.  |         | Hal Rogers               |                 | University of Kentucky                                                                                                | 1981                      | 1937          |
| Kentucky        | 6.  |         | Andy Barr                |                 | University of Virginia University of Kentucky College of Law                                                          | 2013                      | 1973          |
| Louisiana       | 1.  |         | Steve Scalise            |                 | Louisiana State University                                                                                            | 2008                      | 1965          |
| Louisiana       | 2.  |         | Cedric Richmond          |                 | Morehouse College Tulane School of Law                                                                                | 2011                      | 1973          |
| Louisiana       | 3.  |         | Charles Boustany         |                 | University of Southwestern Louisiana Louisiana State University                                                       | 2005                      | 1956          |
| Louisiana       | 4.  |         | John Fleming             |                 | University of Mississippi                                                                                             | 2009                      | 1951          |
| Louisiana       | 5.  |         | Ralph Abraham            |                 | Louisiana State University Louisiana State University School of Medicine                                              | 2015                      | 1954          |
| Louisiana       | 6.  |         | Garret Graves            |                 | University of Georgia                                                                                                 | 2015                      | 1972          |
| Maine           | 1.  |         | Chellie Pingree          |                 | College of the Atlantic                                                                                               | 2009                      | 1955          |
| Maine           | 2.  |         | Bruce Poliquin           |                 | Harvard University | 2015                      | 1953          |
| Maryland        | 1.  |         | Andy Harris              |                 | Johns Hopkins University                                                                                              | 2011                      | 1957          |
| Maryland        | 2.  |         | Dutch Ruppersberger      |                 | University of Maryland University of Baltimore                                                                        | 2003                      | 1946          |
| Maryland        | 3.  |         | John Sarbanes            |                 | Princeton University Harvard Law School                                                                               | 2007                      | 1962          |
| Maryland        | 4.  |         | Donna Edwards            |                 | Wake Forest University University of New Hampshire School of Law                                                      | 2008*                     | 1958          |
| Maryland        | 5.  |         | Steny Hoyer              |                 | University of Maryland Georgetown University                                                                          | 1981*                     | 1939          |
| Maryland        | 6.  |         | John Delaney             |                 | Columbia University Georgetown University Law Center                                                                  | 2013                      | 1963          |
| Maryland        | 7.  |         | Elijah Cummings          |                 | Howard University University of Maryland                                                                              | 1996*                     | 1951          |
| Maryland        | 8.  |         | Chris Van Hollen         |                 | Swarthmore College Harvard University Georgetown University                                                           | 2003                      | 1959          |
| Massachusetts   | 1.  |         | Richard Neal             |                 | American International College University of Hartford                                                                 | 1989                      | 1949          |
| Massachusetts   | 2.  |         | Jim McGovern             |                 | American University                                                                                                   | 1997                      | 1959          |
| Massachusetts   | 3.  |         | Niki Tsongas             |                 | Smith College Bostoni Egyetem                                                                                         | 2007*                     | 1946          |
| Massachusetts   | 4.  |         | Joe Kennedy              |                 | Stanford University Harvard University                                                                                | 2013                      | 1980          |
| Massachusetts   | 5.  |         | Katherine Clark          |                 | St. Lawrence University Cornell University Harvard University                                                         | 2013*                     | 1963          |
| Massachusetts   | 6.  |         | Seth Moulton             |                 | Harvard University | 2015                      | 1978          |
| Massachusetts   | 7.  |         | Mike Capuano             |                 | Dartmouth College Boston College Law School                                                                           | 1999                      | 1952          |
| Massachusetts   | 8.  |         | Stephen F. Lynch         |                 | Wentworth Institute of Technology Boston College Law School                                                           | 2001*                     | 1955          |
| Massachusetts   | 9.  |         | Bill Keating             |                 | Boston College Suffolk University Law School                                                                          | 2011                      | 1952          |
| Michigan        | 1.  |         | Dan Benishek             |                 | University of Michigan Wayne State University School of Medicine                                                      | 2011                      | 1952          |
| Michigan        | 2.  |         | Bill Huizenga            |                 | Calvin College | 2011                      | 1969          |
| Michigan        | 3.  |         | Justin Amash             |                 | University of Michigan University of Michigan Law School                                                              | 2011                      | 1980          |
| Michigan        | 4.  |         | John Moolenaar           |                 | Hope College Harvard University                                                                                       | 2015                      | 1961          |
| Michigan        | 5.  |         | Dan Kildee               |                 | Central Michigan University                                                                                           | 2013                      | 1958          |
| Michigan        | 6.  |         | Fred Upton               |                 | University of Michigan                                                                                                | 1987                      | 1953          |
| Michigan        | 7.  |         | Tim Walberg              |                 | Taylor University Wheaton College                                                                                     | 2011                      | 1951          |
| Michigan        | 8.  |         | Mike Bishop              |                 | University of Michigan Detroit College of Law                                                                         | 2015                      | 1967          |
| Michigan        | 9.  |         | Sander Levin             |                 | University of Chicago Columbia University Harvard Law School                                                          | 1983                      | 1931          |
| Michigan        | 10. |         | Candice Miller           |                 | Macomb Community College Northwood University                                                                         | 2003                      | 1954          |
| Michigan        | 11. |         | David Trott              |                 | University of Michigan Duke University School of Law                                                                  | 2015                      | 1960          |
| Michigan        | 12. |         | Debbie Dingell           |                 | Georgetown University                                                                                                 | 2015                      | 1953          |
| Michigan        | 13. |         | John Conyers             |                 | Wayne State University                                                                                                | 1965                      | 1929          |
| Michigan        | 14. |         | Brenda Lawrence          |                 | Central Michigan University                                                                                           | 2015                      | 1954          |
| Minnesota       | 1.  |         | Tim Walz                 |                 | Chadron State College                                                                                                 | 2007                      | 1964          |
| Minnesota       | 2.  |         | John Kline               |                 | Rice Egyetem Shippensburg University                                                                                  | 2003                      | 1947          |
| Minnesota       | 3.  |         | Erik Paulsen             |                 | St. Olaf College | 2009                      | 1965          |
| Minnesota       | 4.  |         | Betty McCollum           |                 | College of St. Catherine                                                                                              | 2001                      | 1954          |
| Minnesota       | 5.  |         | Keith Ellison            |                 | Wayne State University University of Minnesota Law School                                                             | 2007                      | 1963          |
| Minnesota       | 6.  |         | Tom Emmer                |                 | University of Alaska Fairbanks William Mitchell College of Law                                                        | 2015                      | 1961          |
| Minnesota       | 7.  |         | Collin Peterson          |                 | Moorhead State University                                                                                             | 1991                      | 1944          |
| Minnesota       | 8.  |         | Rick Nolan               |                 | St. John’s University University of Minnesota University of Maryland St. Cloud State University                       | 2013                      | 1943          |
| Mississippi     | 1.  |         | Trent Kelly              |                 | University of Mississippi U.S. Army War College                                                                       | 2015*                     | 1966          |
| Mississippi     | 2.  |         | Bennie Thompson          |                 | Tougaloo College Jackson State University                                                                             | 1993*                     | 1948          |
| Mississippi     | 3.  |         | Gregg Harper             |                 | Mississippi College University of Mississippi                                                                         | 2009                      | 1956          |
| Mississippi     | 4.  |         | Steven Palazzo           |                 | University of Southern Mississippi                                                                                    | 2011                      | 1970          |
| Missouri        | 1.  |         | William Clay             |                 | University of Maryland Harvard University                                                                             | 2001                      | 1956          |
| Missouri        | 2.  |         | Ann Wagner               |                 | University of Missouri                                                                                                | 2013                      | 1962          |
| Missouri        | 3.  |         | Blaine Luetkemeyer       |                 | Lincoln University | 2009                      | 1960          |
| Missouri        | 4.  |         | Vicky Hartzler           |                 | University of Missouri Central Missouri State University                                                              | 2011                      | 1960          |
| Missouri        | 5.  |         | Emanuel Cleaver          |                 | Prairie View A&M University St. Paul School of Theology                                                               | 2005                      | 1944          |
| Missouri        | 6.  |         | Sam Graves               |                 | University of Missouri                                                                                                | 2001                      | 1963          |
| Missouri        | 7.  |         | Billy Long               |                 | National Auctioneers Association Education Institute                                                                  | 2011                      | 1955          |
| Missouri        | 8.  |         | Jason T. Smith           |                 | University of Missouri                                                                                                | 2013*                     | 1980          |
| Montana         | -   |         | Ryan Zinke               |                 | University of Oregon National University University of San Diego                                                      | 2015                      | 1961          |
| Nebraska        | 1.  |         | Jeff Fortenberry         |                 | Louisiana State University Georgetown University Franciscan University of Steubenville                                | 2005                      | 1960          |
| Nebraska        | 2.  |         | Brad Ashford             |                 | Colgate University Creighton University School of Law                                                                 | 2015                      | 1949          |
| Nebraska        | 3.  |         | Adrian Smith             |                 | University of Nebraska                                                                                                | 2007                      | 1970          |
| Nevada          | 1.  |         | Dina Titus               |                 | College of William & Mary University of Georgia Florida State University                                              | 2013                      | 1950          |
| Nevada          | 2.  |         | Mark Amodei              |                 | University of Nevada, Reno University of the Pacific                                                                  | 2011*                     | 1958          |
| Nevada          | 3.  |         | Joe Heck                 |                 | Pennsylvania State University Philadelphia College of Osteopathic Medicine U.S. Army War College                      | 2011                      | 1961          |
| Nevada          | 4.  |         | Cresent Hardy            |                 | Dixie State College                                                                                                   | 2015                      | 1957          |
| New Hampshire   | 1.  |         | Frank Guinta             |                 | Assumption College Franklin Pierce Law Center                                                                         | 2015                      | 1970          |
| New Hampshire   | 2.  |         | Ann McLane Kuster        |                 | Dartmouth College Georgetown University Law Center                                                                    | 2013                      | 1956          |
| New Jersey      | 1.  |         | Donald Norcross          |                 | Camden County College                                                                                                 | 2014*                     | 1958          |
| New Jersey      | 2.  |         | Frank LoBiondo           |                 | St. Joseph's University                                                                                               | 2003                      | 1946          |
| New Jersey      | 3.  |         | Tom MacArthur            |                 | Hofstra University | 2015                      | 1960          |
| New Jersey      | 4.  |         | Chris Smith              |                 | Trenton State College                                                                                                 | 1981                      | 1953          |
| New Jersey      | 5.  |         | Scott Garrett            |                 | Montclair State University Rutgers University                                                                         | 2003                      | 1959          |
| New Jersey      | 6.  |         | Frank Pallone            |                 | Middlebury College Tufts University Rutgers University                                                                | 1988*                     | 1951          |
| New Jersey      | 7.  |         | Leonard Lance            |                 | Lehigh University Vanderbilt Egyetem Princeton University                                                             | 2009                      | 1952          |
| New Jersey      | 8.  |         | Albio Sires              |                 | Saint Peter's College Middlebury College                                                                              | 2006*                     | 1951          |
| New Jersey      | 9.  |         | Bill Pascrell            |                 | Fordham University | 1997                      | 1937          |
| New Jersey      | 10. |         | Donald Payne, Jr.        |                 | Kean University | 2012*                     | 1958          |
| New Jersey      | 11. |         | Rodney Frelinghuysen     |                 | Hobart College | 1995                      | 1946          |
| New Jersey      | 12. |         | Bonnie Watson Coleman    |                 | Thomas Edison State College                                                                                           | 2015                      | 1945          |
| New York        | 1.  |         | Lee Zeldin               |                 | University at Albany, SUNY Albany Law School                                                                          | 2015                      | 1980          |
| New York        | 2.  |         | Peter King               |                 | St. Francis College University of Notre Dame                                                                          | 1993                      | 1944          |
| New York        | 3.  |         | Steve Israel             |                 | George Washington University                                                                                          | 2001                      | 1958          |
| New York        | 4.  |         | Kathleen Rice            |                 | Catholic University Touro Law Center                                                                                  | 2015                      | 1965          |
| New York        | 5.  |         | Gregory Meeks            |                 | Adelphi University Howard University                                                                                  | 1998*                     | 1953          |
| New York        | 6.  |         | Grace Meng               |                 | University of Michigan Benjamin N. Cardozo School of Law                                                              | 2013                      | 1975          |
| New York        | 7.  |         | Nydia Velázquez          |                 | University of Puerto Rico New York University                                                                         | 1993                      | 1953          |
| New York        | 8.  |         | Hakeem Jeffries          |                 | New York University School of Law Georgetown University Binghamton University                                         | 2013                      | 1970          |
| New York        | 9.  |         | Yvette Clarke            |                 | Oberlin College | 2007                      | 1964          |
| New York        | 10. |         | Jerrold Nadler           |                 | Columbia University Fordham University                                                                                | 1992*                     | 1947          |
| New York        | 11. |         | Daniel Donovan           |                 | St. John's University Fordham University                                                                              | 2015*                     | 1956          |
| New York        | 12. |         | Carolyn Maloney          |                 | Greensboro College | 1993                      | 1948          |
| New York        | 13. |         | Charles Rangel           |                 | New York University St. John's University                                                                             | 1971                      | 1930          |
| New York        | 14. |         | Joseph Crowley           |                 | Queens College | 1999                      | 1962          |
| New York        | 15. |         | José Serrano             |                 | Lehman College | 1990*                     | 1943          |
| New York        | 16. |         | Eliot Engel              |                 | Lehman College New York Law School                                                                                    | 1989                      | 1947          |
| New York        | 17. |         | Nita Lowey               |                 | Mount Holyoke College                                                                                                 | 1989                      | 1937          |
| New York        | 18. |         | Sean Patrick Maloney     |                 | University of Virginia                                                                                                | 2013                      | 1966          |
| New York        | 19. |         | Chris Gibson             |                 | Siena College Cornell University                                                                                      | 2011                      | 1964          |
| New York        | 20. |         | Paul Tonko               |                 | Clarkson University                                                                                                   | 2009                      | 1949          |
| New York        | 21. |         | Elise Stefanik           |                 | Harvard University | 2015                      | 1984          |
| New York        | 22. |         | Richard Hanna            |                 | Reed College | 2011                      | 1951          |
| New York        | 23. |         | Tom Reed                 |                 | Alfred University Ohio Northern University, Pettit College of Law                                                     | 2010*                     | 1971          |
| New York        | 24. |         | John Katko               |                 | Niagara University Syracuse University College of Law                                                                 | 2015                      | 1962          |
| New York        | 25. |         | Louise Slaughter         |                 | University of Kentucky                                                                                                | 1987                      | 1929          |
| New York        | 26. |         | Brian Higgins            |                 | University at Buffalo Harvard University                                                                              | 2005                      | 1959          |
| New York        | 27. |         | Chris Collins            |                 | North Carolina State University University of Alabama at Birmingham                                                   | 2013                      | 1950          |
| Nyugat-Virginia | 1.  |         | David McKinley           |                 | Purdue University | 2011                      | 1947          |
| Nyugat-Virginia | 2.  |         | Alex Mooney              |                 | Dartmouth College | 2015                      | 1971          |
| Nyugat-Virginia | 3.  |         | Evan Jenkins             |                 | University of Florida Cumberland School of Law                                                                        | 2015                      | 1960          |
| Ohio            | 1.  |         | Steve Chabot             |                 | College of William & Mary Northern Kentucky University                                                                | 2011                      | 1953          |
| Ohio            | 2.  |         | Brad Wenstrup            |                 | University of Cincinnati                                                                                              | 2013                      | 1958          |
| Ohio            | 3.  |         | Joyce Beatty             |                 | Central State University Wright State University University of Cincinnati                                             | 2013                      | 1951          |
| Ohio            | 4.  |         | Jim Jordan               |                 | University of Wisconsin–Madison                                                                                       | 2007                      | 1964          |
| Ohio            | 5.  |         | Bob Latta                |                 | Bowling Green State University University of Toledo                                                                   | 2007                      | 1956          |
| Ohio            | 6.  |         | Bill Johnson             |                 | Troy University | 2011                      | 1954          |
| Ohio            | 7.  |         | Bob Gibbs                |                 | Ohio State University Agricultural Technical Institute                                                                | 2011                      | 1954          |
| Ohio            | 8.  |         | Warren Davidson          |                 | United States Military Academy University of Notre Dame                                                               | 2016                      | 1970          |
| Ohio            | 9.  |         | Marcy Kaptur             |                 | University of Wisconsin University of Michigan Massachusetts Institute of Technology                                  | 1983                      | 1946          |
| Ohio            | 10. |         | Mike Turner              |                 | Ohio Northern University Case Western Reserve University University of Dayton                                         | 2003                      | 1960          |
| Ohio            | 11. |         | Marcia Fudge             |                 | Ohio State University Cleveland-Marshall College of Law                                                               | 2008*                     | 1952          |
| Ohio            | 12. |         | Pat Tiberi               |                 | Ohio State University Capital University                                                                              | 2001                      | 1962          |
| Ohio            | 13. |         | Tim Ryan                 |                 | Bowling Green State University University of New Hampshire School of Law                                              | 2003                      | 1973          |
| Ohio            | 14. |         | David Joyce              |                 | University of Dayton                                                                                                  | 2013                      | 1957          |
| Ohio            | 15. |         | Steve Stivers            |                 | Ohio State University                                                                                                 | 2011                      | 1965          |
| Ohio            | 16. |         | Jim Renacci              |                 | Indiana University of Pennsylvania                                                                                    | 2011                      | 1958          |
| Oklahoma        | 1.  |         | Jim Bridenstine          |                 | Rice Egyetem Samuel Curtis Johnson Graduate School of Management                                                      | 2013                      | 1975          |
| Oklahoma        | 2.  |         | Markwayne Mullin         |                 | Missouri Valley College                                                                                               | 2013                      | 1977          |
| Oklahoma        | 3.  |         | Frank Lucas              |                 | Oklahoma State University                                                                                             | 1994*                     | 1960          |
| Oklahoma        | 4.  |         | Tom Cole                 |                 | Grinnell College Yale University University of Oklahoma                                                               | 2003                      | 1949          |
| Oklahoma        | 5.  |         | Steve Russell            |                 | Ouachita Baptist University                                                                                           | 2015                      | 1963          |
| Oregon          | 1.  |         | Suzanne Bonamici         |                 | Lane Community College University of Oregon                                                                           | 2012*                     | 1954          |
| Oregon          | 2.  |         | Greg Walden              |                 | University of Oregon                                                                                                  | 1999                      | 1957          |
| Oregon          | 3.  |         | Earl Blumenauer          |                 | Lewis & Clark College                                                                                                 | 1996*                     | 1948          |
| Oregon          | 4.  |         | Peter DeFazio            |                 | Tufts University University of Oregon University of Notre Dame                                                        | 1987                      | 1947          |
| Oregon          | 5.  |         | Kurt Schrader            |                 | Cornell University University of Illinois                                                                             | 2009                      | 1951          |
| Pennsylvania    | 1.  |         | Bob Brady                |                 | St. Thomas More High School                                                                                           | 1998*                     | 1945          |
| Pennsylvania    | 2.  |         |                          | Dwight E. Evans | | La Salle University       | 2016*         |
| Pennsylvania    | 3.  |         | Mike Kelly               |                 | University of Notre Dame                                                                                              | 2011                      | 1948          |
| Pennsylvania    | 4.  |         | Scott Perry              |                 | Pennsylvania State University                                                                                         | 2013                      | 1962          |
| Pennsylvania    | 5.  |         | Glenn Thompson           |                 | Penn State University Temple University                                                                               | 2009                      | 1959          |
| Pennsylvania    | 6.  |         | Ryan Costello            |                 | Ursinus College Villanova University School of Law                                                                    | 2015                      | 1976          |
| Pennsylvania    | 7.  |         | Pat Meehan               |                 | Bowdoin College Temple Law School                                                                                     | 2011                      | 1955          |
| Pennsylvania    | 8.  |         | Mike Fitzpatrick         |                 | St. Thomas University Dickinson School of Law                                                                         | 2011                      | 1963          |
| Pennsylvania    | 9.  |         | Bill Shuster             |                 | Dickinson College American University                                                                                 | 2001*                     | 1961          |
| Pennsylvania    | 10. |         | Tom Marino               |                 | Lycoming College Dickinson School of Law                                                                              | 2011                      | 1952          |
| Pennsylvania    | 11. |         | Lou Barletta             |                 | Luzerne County Community College Bloomsburg University of Pennsylvania                                                | 2011                      | 1956          |
| Pennsylvania    | 12. |         | Keith Rothfus            |                 | SUNY Buffalo University of Notre Dame                                                                                 | 2013                      | 1962          |
| Pennsylvania    | 13. |         | Brendan F. Boyle         |                 | University of Notre Dame Harvard University                                                                           | 2015                      | 1977          |
| Pennsylvania    | 14. |         | Michael Doyle            |                 | Penn State University                                                                                                 | 1995                      | 1953          |
| Pennsylvania    | 15. |         | Charlie Dent             |                 | Penn State University Lehigh University                                                                               | 2005                      | 1960          |
| Pennsylvania    | 16. |         | Joe Pitts                |                 | Asbury College | 1997                      | 1939          |
| Pennsylvania    | 17. |         | Matt Cartwright          |                 | Hamilton College University of Pennsylvania Law School                                                                | 2013                      | 1961          |
| Pennsylvania    | 18. |         | Timothy F. Murphy        |                 | Wheeling Jesuit University Cleveland State University University of Pittsburgh                                        | 2003                      | 1952          |
| Rhode Island    | 1.  |         | David Cicilline          |                 | Brown University Georgetown University Law Center                                                                     | 2011                      | 1961          |
| Rhode Island    | 2.  |         | Jim Langevin             |                 | Rhode Island College Harvard University                                                                               | 2001                      | 1964          |
| Tennessee       | 1.  |         | Phil Roe                 |                 | Austin Peay State University University of Tennessee                                                                  | 2009                      | 1945          |
| Tennessee       | 2.  |         | Jimmy Duncan             |                 | University of Tennessee George Washington University                                                                  | 1988*                     | 1947          |
| Tennessee       | 3.  |         | Chuck Fleischmann        |                 | University of Illinois University of Tennessee College of Law                                                         | 2011                      | 1962          |
| Tennessee       | 4.  |         | Scott DesJarlais         |                 | University of South Dakota School of Medicine                                                                         | 2011                      | 1964          |
| Tennessee       | 5.  |         | Jim Cooper               |                 | University of Észak-Karolina Oriel College Harvard Law School                                                         | 2003                      | 1954          |
| Tennessee       | 6.  |         | Diane Black              |                 | Belmont University | 2011                      | 1951          |
| Tennessee       | 7.  |         | Marsha Blackburn         |                 | Mississippi State University                                                                                          | 2003                      | 1952          |
| Tennessee       | 8.  |         | Stephen Fincher          |                 | | 2011                      | 1973          |
| Tennessee       | 9.  |         | Steve Cohen              |                 | Vanderbilt Egyetem University of Memphis                                                                              | 2007                      | 1949          |
| Texas           | 1.  |         | Louie Gohmert            |                 | Texas A&M University Baylor University                                                                                | 2005                      | 1953          |
| Texas           | 2.  |         | Ted Poe                  |                 | Abilene Christian University University of Houston Law Center                                                         | 2005                      | 1948          |
| Texas           | 3.  |         | Sam Johnson              |                 | Southern Methodist University                                                                                         | 1991*                     | 1930          |
| Texas           | 4.  |         | John Ratcliffe           |                 | University of Notre Dame Dedman School of Law                                                                         | 2015                      | 1965          |
| Texas           | 5.  |         | Jeb Hensarling           |                 | Texas A&M University University of Texas at Austin                                                                    | 2003                      | 1957          |
| Texas           | 6.  |         | Joe Barton               |                 | Texas A&M University Purdue University                                                                                | 1985                      | 1949          |
| Texas           | 7.  |         | John Culberson           |                 | Southern Methodist University South Texas College of Law                                                              | 2001                      | 1956          |
| Texas           | 8.  |         | Kevin Brady              |                 | University of South Dakota                                                                                            | 1997                      | 1955          |
| Texas           | 9.  |         | Al Green                 |                 | Florida A&M University Tuskeegee Institute Texas Southern University                                                  | 2005                      | 1947          |
| Texas           | 10. |         | Michael McCaul           |                 | Trinity University St. Mary's University Kennedy School of Government (attended)                                      | 2005                      | 1962          |
| Texas           | 11. |         | Mike Conaway             |                 | Texas A&M University–Commerce                                                                                         | 2005                      | 1948          |
| Texas           | 12. |         | Kay Granger              |                 | Texas Wesleyan University                                                                                             | 1999                      | 1943          |
| Texas           | 13. |         | Mac Thornberry           |                 | Texas Tech University University of Texas Law School                                                                  | 1995                      | 1958          |
| Texas           | 14. |         | Randy Weber              |                 | University of Houston–Clear Lake                                                                                      | 2013                      | 1953          |
| Texas           | 15. |         | Rubén Hinojosa           |                 | University of Texas at Austin University of Texas-Pan American                                                        | 1997                      | 1940          |
| Texas           | 16. |         | Beto O’Rourke            |                 | Columbia University                                                                                                   | 2013                      | 1972          |
| Texas           | 17. |         | Bill Flores              |                 | Texas A&M University Houston Baptist University                                                                       | 2011                      | 1954          |
| Texas           | 18. |         | Sheila Jackson Lee       |                 | Yale University University of Virginia Law School                                                                     | 1995                      | 1950          |
| Texas           | 19. |         | Randy Neugebauer         |                 | Texas Tech University                                                                                                 | 2003*                     | 1949          |
| Texas           | 20. |         | Joaquín Castro           |                 | Stanford University Harvard Law School                                                                                | 2013                      | 1974          |
| Texas           | 21. |         | Lamar S. Smith           |                 | Yale University Southern Methodist University School of Law                                                           | 1987                      | 1947          |
| Texas           | 22. |         | Pete Olson               |                 | Rice Egyetem University of Texas at Austin                                                                            | 2009                      | 1962          |
| Texas           | 23. |         | Will Hurd                |                 | Texas A&M University                                                                                                  | 2015                      | 1977          |
| Texas           | 24. |         | Kenny Marchant           |                 | Southern Nazarene University                                                                                          | 2005                      | 1951          |
| Texas           | 25. |         | Roger Williams           |                 | Texas Christian University                                                                                            | 2013                      | 1949          |
| Texas           | 26. |         | Michael Burgess          |                 | University of North Texas University of Texas Health Science Center at Houston                                        | 2003                      | 1950          |
| Texas           | 27. |         | Blake Farenthold         |                 | University of Texas at Austin St. Mary's University School of Law                                                     | 2011                      | 1961          |
| Texas           | 28. |         | Henry Cuellar            |                 | Edmund A. Walsh School of Foreign Service University of Texas at Austin                                               | 2005                      | 1955          |
| Texas           | 29. |         | Gene Green               |                 | University of Houston                                                                                                 | 1993                      | 1947          |
| Texas           | 30. |         | Eddie Johnson            |                 | Saint Mary's College-Indiana Texas Christian University Southern Methodist University                                 | 1991                      | 1935          |
| Texas           | 31. |         | John Carter              |                 | Texas Tech University University of Texas at Austin                                                                   | 2003                      | 1941          |
| Texas           | 32. |         | Pete Sessions            |                 | Southwestern University                                                                                               | 1997                      | 1955          |
| Texas           | 33. |         | Marc Veasey              |                 | Texas Wesleyan University                                                                                             | 2013                      | 1971          |
| Texas           | 34. |         | Filemon Vela, Jr.        |                 | Georgetown University University of Texas School of Law                                                               | 2013                      | 1963          |
| Texas           | 35. |         | Lloyd Doggett            |                 | University of Texas at Austin                                                                                         | 1995                      | 1946          |
| Texas           | 36. |         | Brian Babin              |                 | Lamar University University of Texas Dental School                                                                    | 2015                      | 1948          |
| Utah            | 1.  |         | Rob Bishop               |                 | University of Utah | 2003                      | 1951          |
| Utah            | 2.  |         | Chris Stewart            |                 | Utah State University                                                                                                 | 2013                      | 1960          |
| Utah            | 3.  |         | Jason Chaffetz           |                 | Brigham Young University                                                                                              | 2009                      | 1967          |
| Utah            | 4.  |         | Mia Love                 |                 | University of Hartford                                                                                                | 2015                      | 1975          |
| Új-Mexikó       | 1.  |         | Michelle Lujan Grisham   |                 | University of New Mexico University of New Mexico School of Law                                                       | 2013                      | 1959          |
| Új-Mexikó       | 2.  |         | Steve Pearce             |                 | Új-mexikói Állami Egyetem Eastern New Mexico University                                                               | 2011                      | 1947          |
| Új-Mexikó       | 3.  |         | Ben Luján                |                 | New Mexico Highlands University                                                                                       | 2009                      | 1972          |
| Vermont         | -   |         | Peter Welch              |                 | College of the Holy Cross University of Kalifornia, Berkeley                                                          | 2007                      | 1947          |
| Virginia        | 1.  |         | Rob Wittman              |                 | Virginia Tech University of Észak-Karolina Virginia Commonwealth University                                           | 2007*                     | 1959          |
| Virginia        | 2.  |         | Scott Rigell             |                 | Mercer University Regent University                                                                                   | 2011                      | 1960          |
| Virginia        | 3.  |         | Robert Scott             |                 | Harvard University Boston College Law School                                                                          | 1993                      | 1947          |
| Virginia        | 4.  |         | Randy Forbes             |                 | Randolph-Macon College University of Virginia School of Law                                                           | 2001                      | 1952          |
| Virginia        | 5.  |         | Robert Hurt              |                 | Hampden-Sydney College Mississippi College School of Law                                                              | 2011                      | 1969          |
| Virginia        | 6.  |         | Bob Goodlatte            |                 | Bates College Washington and Lee University                                                                           | 1993                      | 1952          |
| Virginia        | 7.  |         | Dave Brat                |                 | Hope College Princeton Theological Seminary American University                                                       | 2014*                     | 1964          |
| Virginia        | 8.  |         | Don Beyer                |                 | Williams College | 2015                      | 1950          |
| Virginia        | 9.  |         | Morgan Griffith          |                 | Emory and Henry College Washington and Lee University                                                                 | 2011                      | 1958          |
| Virginia        | 10. |         | Barbara Comstock         |                 | Middlebury College Georgetown University Law Center                                                                   | 2015                      | 1959          |
| Virginia        | 11. |         | Gerry Connolly           |                 | Maryknoll College (Illinois) (closed) Harvard University                                                              | 2009                      | 1950          |
| Washington      | 1.  |         | Suzan DelBene            |                 | Reed College University of Washington                                                                                 | 2012*                     | 1963          |
| Washington      | 2.  |         | Rick Larsen              |                 | Pacific Lutheran University University of Minnesota                                                                   | 2001                      | 1965          |
| Washington      | 3.  |         | Jaime Herrera Beutler    |                 | University of Washington                                                                                              | 2011                      | 1978          |
| Washington      | 4.  |         | Dan Newhouse             |                 | Washington State University                                                                                           | 2015                      | 1955          |
| Washington      | 5.  |         | Cathy McMorris Rodgers   |                 | Pensacola Christian College University of Washington                                                                  | 2005                      | 1969          |
| Washington      | 6.  |         | Derek Kilmer             |                 | Princeton University University of Oxford                                                                             | 2013                      | 1974          |
| Washington      | 7.  |         | Jim McDermott            |                 | Wheaton College University of Illinois                                                                                | 1989                      | 1936          |
| Washington      | 8.  |         | Dave Reichert            |                 | Concordia College | 2005                      | 1950          |
| Washington      | 9.  |         | Adam Smith               |                 | Fordham University University of Washington                                                                           | 1997                      | 1965          |
| Washington      | 10. |         | Dennis Heck              |                 | The Evergreen State College                                                                                           | 2013                      | 1952          |
| Wisconsin       | 1.  |         | Paul Ryan                |                 | Miami University | 1999                      | 1970          |
| Wisconsin       | 2.  |         | Mark Pocan               |                 | University of Wisconsin–Madison                                                                                       | 2013                      | 1964          |
| Wisconsin       | 3.  |         | Ron Kind                 |                 | London School of Economics University of Minnesota                                                                    | 1997                      | 1963          |
| Wisconsin       | 4.  |         | Gwen Moore               |                 | Marquette University Harvard University                                                                               | 2005                      | 1951          |
| Wisconsin       | 5.  |         | Jim Sensenbrenner        |                 | Stanford University University of Wisconsin                                                                           | 1979                      | 1943          |
| Wisconsin       | 6.  |         | Glenn Grothman           |                 | University of Wisconsin–Madison University of Wisconsin Law School                                                    | 2015                      | 1955          |
| Wisconsin       | 7.  |         | Sean Duffy               |                 | St. Mary's University William Mitchell College of Law                                                                 | 2011                      | 1971          |
| Wisconsin       | 8.  |         | Reid Ribble              |                 | Grand Rapids School of Bible and Music                                                                                | 2011                      | 1956          |
| Wyoming         | -   |         | Cynthia Lummis           |                 | University of Wyoming                                                                                                 | 2009                      | 1954          |

## Szavazati joggal nem rendelkező delegáltak
Az Egyesült Államok Képviselőházában azon területeknek van szavazati joggal nem rendelkező delegáltja, amelyeknek nincs valódi kongresszusi képviselete.
| Terület                  | Fénykép | Név                     | Párt | Egyetemi tanulmányai                                                 | Delegálás éve | Születési éve |
| ------------------------ | ------- | ----------------------- | ---- | -------------------------------------------------------------------- | ------------- | ------------- |
| Amerikai Szamoa          |         | Amata Coleman Radewagen |      | University of Guam                                                   | 2015          | 1947          |
| Washington DC            |         | Eleanor Holmes Norton   |      | Antioch College, Yale University, Yale Law School                    | 1991          | 1937          |
| Guam                     |         | Madeleine Bordallo      |      | Saint Mary's College, College of St. Catherine                       | 2003          | 1933          |
| Puerto Rico              |         | Pedro Pierluisi         |      | Tulane University, George Washington University                      | 2009          | 1959          |
| Amerikai Virgin-szigetek |         | Stacey Plaskett         |      | Georgetown University, American University Washington College of Law | 2015          | 1966          |
| Északi-Mariana-szigetek  |         | Gregorio Sablan         |      | Marianas High School                                                 | 2009          | 1955          |

## Változások a képviselőház összetételében
| Állam, körzet   | Kép | Megszűnés                                                   | Párt | Új képviselő          | Párt | Megválasztás dátuma  | Mandátum megkezdése  |
| --------------- | --- | ----------------------------------------------------------- | ---- | --------------------- | ---- | -------------------- | -------------------- |
| New York 11.    |     | Michael G. Grimm 2015. január 5. Nem foglalta el mandátumát |      | Daniel M. Donovan Jr. |      | 2015. május 5.       | 2015. május 12.      |
| Mississippi 1.  |     | Alan Nunnelee 2015. február 6. Meghalt                      |      | Trent Kelly           |      | 2015. június 2.      | 2015. június 9.      |
| Illinois 18.    |     | Aaron Schock 2015. március 31. Lemondott                    |      | Darin LaHood          |      | 2015. szeptember 10. | 2015. szeptember 17. |
| Ohio 8.         |     | John Boehner 2015. október 31. Lemondott                    |      | Warren Davidson       |      | 2016. június 7.      | 2016. június 9.      |
| Pennsylvania 2. |     | Chaka Fattah 2016. június 23. Lemondott                     |      | Dwight E. Evans       |      | 2016. november 8.    | 2016. november 8.    |
| Hawaii 1.       |     | Mark Takai 2016. július 20. Meghalt                         |      | Colleen Hanabusa      |      | 2016. november 8.    | 2016. november 8.    |
| Kentucky 1.     |     | Ed Whitfield 2016. szeptember 6. Lemondott                  |      | James Comer           |      | 2016. november 8.    | 2016. november 8.    |

## Veteránok a képviselőházban
A 114. kongresszus képviselőházában 81 olyan személy volt képviselő, aki korábban az USA haderejének veteránja. 19 fő a Demokrata Pártban, 61 fő a Republikánus Pártban szolgált.